# Battlefield Vietnam
Battlefield Vietnam is een computerspel voor de pc. Het werd in 2004 uitgebracht en is het vervolg op de succesgame van EA Games Battlefield 1942, maar in plaats van in de Tweede Wereldoorlog speelt dit verhaal zich af in de Vietnamoorlog.

## Uiterlijk
De slagvelden zijn vergelijkbaar met de slagvelden uit de Vietnamoorlog, zo zijn er onder andere de Ho Chi Minh Route, en de stad Hue als oorlogsgebieden te kiezen. Een van de grootste aanvullingen qua wapens zijn de helikopters, onder andere de UH-1 Iroquois en de AH-1 Cobra, maar ook de vliegtuigen zijn met de tijd mee gegaan, zo is de MiG een van de aanvullingen.
Niet alleen militaire voertuigen doen mee: zo kan men een scooter en een sampan-boot besturen.

## Muziek
In dit computerspel is er in tegenstelling tot Battlefield 1942 muziek te luisteren in alle voer-, vaar- en vliegtuigen waar de speler zich in bevindt. Standaard zitten er nummers in van Jefferson Airplane, Creedence Clearwater Revival en meer muziek uit de jaren zestig en zeventig. Deze nummers kunnen alle spelers die in dezelfde server zitten ook horen. Het is voor de speler mogelijk om eigen muziek in de afspeellijst te zetten zodat tijdens het spelen naar eigen nummers geluisterd kan worden. De volgende nummers zitten in het spel:
| Titel                        | Schrijver(s)                 |
| ---------------------------- | ---------------------------- |
| Fortunate Son                | Creedence Clearwater Revival |
| War                          | Edwin Starr                  |
| Nowhere to Run               | Martha & The Vandellas       |
| Wild Thing                   | The Troggs                   |
| Get Ready                    | Rare Earth                   |
| On the Road Again            | Canned Heat                  |
| Shakin' All Over             | The Guess Who                |
| Psychotic Reaction           | Count Five                   |
| Hush                         | Deep Purple                  |
| All Day and All of the Night | The Kinks                    |
| You Really Got Me            | The Kinks                    |
| The Letter                   | The Box Tops                 |
| Somebody to Love             | Jefferson Airplane           |
| I Fought the Law             | The Bobby Fuller Four        |
| Ride of the Valkyries        | Budapest Symphony Orchestra  |
| Surfin' Bird                 | The Trashmen                 |
| White Rabbit                 | Jefferson Airplane           |

## Online
Het spel is eigenlijk gericht op online spelen. Online spelen betekent dat de speler tegen andere gamers over de hele wereld vecht. Naast het spelen tegen menselijke spelers ondersteunt deze versie van Battlefield ook zogenaamde 'bots'. Dit zijn computergestuurde spelers, ook wel bekend als kunstmatige intelligentie. Door in verschillende niveaus (Easy, Medium, Hard en Impossible) te vechten tegen deze bots kan hij oefenen. Over het algemeen zijn deze 'bots' niet echt al te intelligent ingesteld. Om online te kunnen spelen heeft de speler een internetverbinding nodig. Om in een online-battle te komen, moet de speler eerst verbinding maken met de server die dat gevecht controleert. Bij alle servers gelden regels waar de speler zich aan dient te houden, anders wordt de speler eruit gegooid.

## Opvolgers
Na deze game zijn er nog een aantal spellen uit de Battlefield-reeks uitgekomen, voor zowel de PC als andere spelcomputers zoals Battlefield 2, Battlefield 2: Modern Combat, Battlefield 2142, Battlefield 3, Battlefield 4, Battlefield Hardline, Battlefield 1 en Battlefield V